# Pseudobotrytis bisbyi
Pseudobotrytis bisbyi är en svampart som beskrevs av Timonin 1961. Pseudobotrytis bisbyi ingår i släktet Pseudobotrytis, ordningen Coniochaetales, klassen Sordariomycetes, divisionen sporsäcksvampar och riket svampar.   Inga underarter finns listade i Catalogue of Life.